# Roussas
Roussas – miejscowość i gmina we Francji, w regionie Owernia-Rodan-Alpy, w departamencie Drôme.
Według danych na rok 1990 gminę zamieszkiwało 315 osób, a gęstość zaludnienia wynosiła 20 osób/km² (wśród 2880 gmin regionu Rodan-Alpy Roussas plasuje się na 1314. miejscu pod względem liczby ludności, natomiast pod względem powierzchni na miejscu 727.).